# Chika Chukwumerije
Chika Yagazie Chukwumerije, född 30 december 1983, är en nigeriansk taekwondoutövare. Chika Chukwumerije är son till politikern Uche Chukwumerije.

## Karriär
Chukwumerije deltog vid OS 2004 i Aten, där han förlorade i den första omgången i +80 kg-klassen mot franske Pascal Gentil. Vid de olympiska taekwondo-turneringarna 2008 i Peking tog Chukwumerije brons i +80 kg-klassen.
Vid OS 2012 i London tävlade Chukwumerije vid sitt tredje olympiska spel. Han förlorade i den första omgången i +80 kg-klassen mot kubanske Robelis Despaigne.